# Kolej pneumatyczna w Crystal Palace
Kolej pneumatyczna w Crystal Palace – eksperymentalna linia kolejowa działająca przez dwa miesiące w roku 1864 na terenie parku Crystal Palace, w południowej części Londynu zwanej Crystal Palace. Została ona zbudowana przez Thomasa Webstera Rammela w celu przetestowania jego konceptu napędu kolei za pomocą sprężonego powietrza – wagon przemieszczał się w tunelu za pomocą nadciśnienia, oraz podczas jazdy w drugą stronę – podciśnienia, generowanego przez wentylator zamontowany przy wjeździe do tunelu.

## Lokalizacja i przebieg
Kolej znajdowała się na terenie parku Crystal Palace, w południowej części Londynu zwanej Crystal Palace. Linia o długości około 550 metrów przebiegała wzdłuż wschodniej granicy parku, od bramy prowadzącej do Sydenham do bramy prowadzącej do Penge.

## Historia

### Geneza projektu

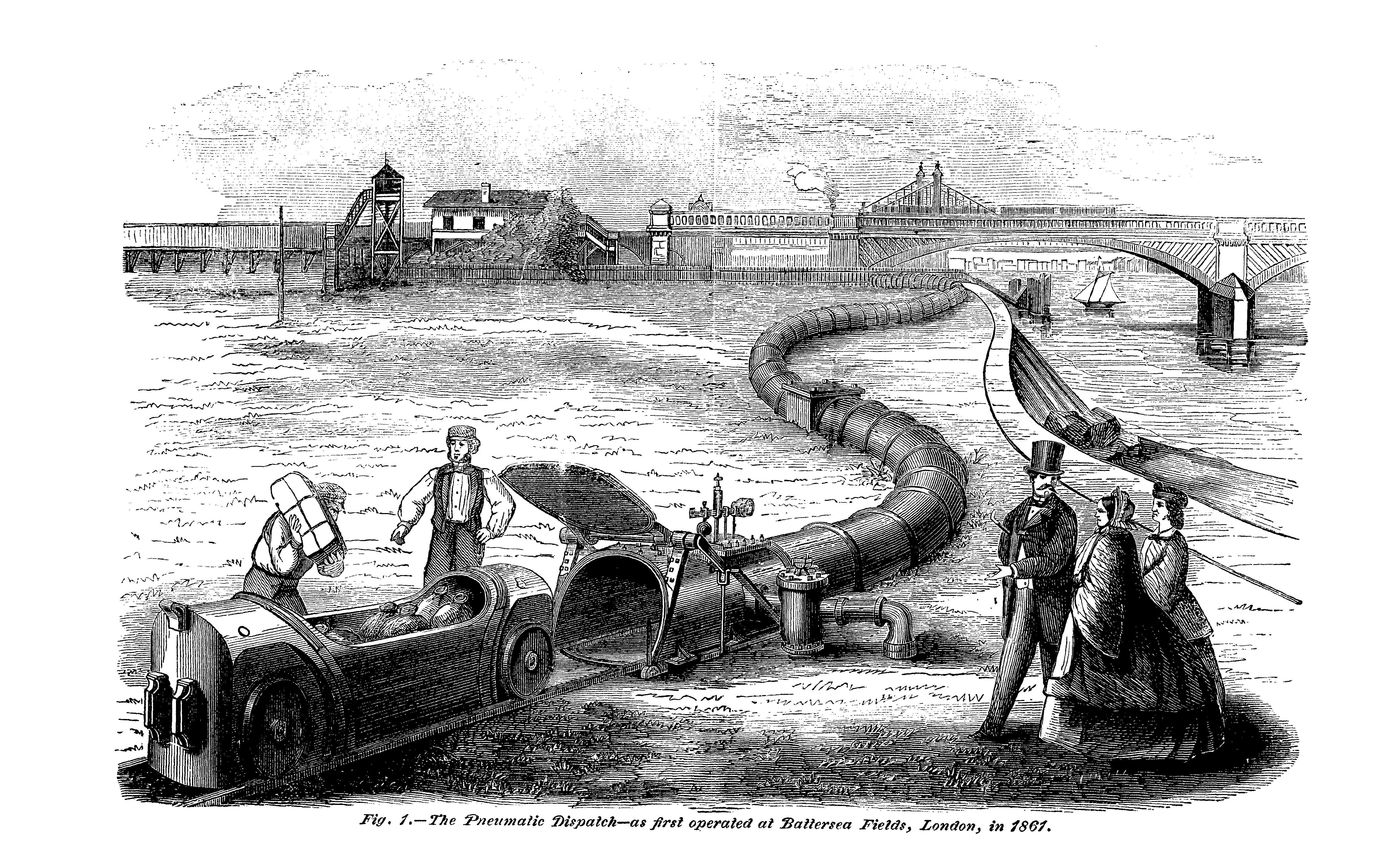
Odcinek testowy systemu pneumatycznego w Battersea

Pierwsze propozycje wykorzystania sprężonego powietrza do transportu towarów oraz ludzi zaczęły pojawiać się już we wczesnych latach XIX wieku. W latach 30. i 40. zbudowano kilka małych systemów transportu towarów, jednak nie zyskały one popularności i zostały szybko zamknięte. W 1859 roku Thomas Webster Rammell założył firmę London Pneumatic Despatch Company, która miała zbudować w Londynie sieć tuneli z pojazdami napędzanymi sprężonym powietrzem do transportu poczty. W 1861 roku firma wybudowała testowy odcinek w Battersea, a otwarcie docelowego systemu nastąpiło w dwóch częściach: w 1863 roku ze stacji Euston do budynku poczty przy ulicy Eversholt Street i w 1865 roku ze stacji Euston do Holborn. Mimo że system przeznaczony był głównie do transportu towarów, umożliwiał także przewóz pasażerów w pozycji leżącej.

### Budowa i działalność kolei
Rammell zdecydował się na budowę testowej linii kolei pasażerskiej wykorzystującej sprężone powietrze jako napęd. Na miejsce budowy linii wybrano park Crystal Palace. Rammell zdołał przekonać zarząd parku, że kolej będzie atrakcją turystyczną, nie jest jednak wiadome, czy teren parku został przekazany Rammellowi odpłatnie, czy za darmo. Prace rozpoczęły się w styczniu 1864 roku, a budowa zakończona została w sierpniu.
27 sierpnia odbyły się jazdy testowe i kilka dni później linia została udostępniona dla pasażerów. Bilety sprzedawano w cenie 6 pensów, a przejazd w jednym kierunku zajmował około 50 sekund. Kolej otrzymała bardzo pozytywne opinie w prasie – chwalono komfort jazdy oraz możliwość pokonywania fragmentów o dużym nachyleniu.
Kolej działała jedynie przez dwa miesiące – ostatnim dniem był 31 października. Po zakończeniu przewozów istniejącą infrastrukturę rozebrano, a tunel zasypano.

### Rezultaty
Rammell był zadowolony z wyników eksperymentu, a nawet wierzył, że system pneumatyczny użyty może zostać do napędu kolei pod kanałem La Manche, która miałaby połączyć Dover z Calais.
Bezpośrednim następstwem udanych testów było wydanie zgody na budowę linii kolejowej o napędzie pneumatycznym w Londynie. Planowana linia miała rozpocząć swój bieg przy stacji kolejowej Waterloo, a następnie przekroczyć Tamizę i osiągnąć skrzyżowanie ulic Whitehall i Great Scotland Yard, gdzie mieścić miała się stacja końcowa. Prace zostały rozpoczęte w październiku 1865 roku, jednak już rok później zostały one przerwane ze względu na problemy finansowe i linia nigdy nie została ukończona.
W latach późniejszych pojawiło się jeszcze kilka propozycji budowy kolei pneumatycznej. Jedyną, która doczekała się realizacji, była zbudowana w Nowym Jorku w latach 1869-1870 95-metrowej długości linia testowa projektu Alfreda Beacha. Kolej ta mimo dużej popularności wśród pasażerów nie znalazła poparcia wśród władz miasta i została dość szybko zlikwidowana.

## Infrastruktura
Jednotorowa linia znajdowała się prawie w całości w tunelu o wymiarach 2,7 metra szerokości i 3 metry wysokości. Tylko niecała połowa wysokości tunelu znajdowała się poniżej poziomu gruntu. Wlot do tunelu zabezpieczony był szczelnymi drzwiami, które były zamykane po wjeździe pociągu. Na linii znajdował się łuk o promieniu około 160 metrów oraz gradient 1:15, mające być demonstracją możliwości systemu. Ze względu na pojawiające się w gazetach informacje, że tunel pomieścić mógł największe wagony Great Western Railway wierzono, że była to linia szerokotorowa, jednak wykopaliska z 1989 roku sugerują, że wykorzystano normalny rozstaw szyn.
Główna stacja zlokalizowana była w okolicy bramy prowadzącej do Sydenham i miała jeden lub dwa perony. Nie wiadomo, czy znajdowała się na niej wiata lub poczekalnia, ale prowadzono tam sprzedaż biletów. Za peronami ulokowany był drewniany budynek, w którym na ceglanej podmurówce umieszczona została wypożyczona lokomotywa służąca za napęd dla 6,5 metrowej średnicy wentylatora generującego ciśnienie napędzające pociąg – podczas jazdy w jedną stronę wagon pchany był przez powietrze z wentylatora, a podczas jazdy z powrotem wagon był „zasysany” w kierunku stacji. Lokomotywa generowała 40 koni mechanicznych mocy.
Nie wiadomo, czy na drugim krańcu linii znajdowała się stacja, i czy linia kończyła się w tunelu, czy poza nim.

## Tabor

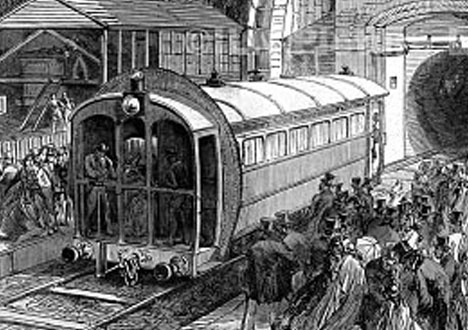
Szkic wagonu kolei

Na linii kursował tylko jeden, mieszczący około 30-35 pasażerów wagon, zbudowany na potrzeby projektu w Manchesterze. Drzwi do wagonu znajdowały się na jego obu końcach. Z tyłu, naokoło obwodu wagonu zamontowane było uszczelnienie w postaci szczotki, która dotykając ścian tunelu zapobiegała ucieczce powietrza.

## Pozostałości linii
Na początku drugiej połowy XX wieku w londyńskiej prasie zaczęły pojawiać się plotki o znajdującym się w jednym z tuneli wagonie kolejowym. Jednym ze źródeł tych plotek mogły być wcześniejsze informacje o odkryciu w 1912 roku, podczas budowy metra w Nowym Jorku, pozostałości tunelu Beacha wraz ze znajdującym się w nim wagonem.
W sierpniu 1975 roku stowarzyszenie London Underground Railway Society zorganizowało wykopaliska, podczas których znaleziono pozostałości ceglanego tunelu, jednak jego średnica była zbyt mała, aby mógł on być tunelem kolei. Kilka lat później pojawiły się informacje o kobiecie, która podczas przechadzki w parku Crystal Palace wpadła do tunelu, w którym odnalazła wagon wraz z martwymi pasażerami, jednak okazały się one nieprawdziwe.
Kolejne wykopaliska zorganizowane zostały w sierpniu 1989 roku. Znaleziono podczas nich fragmenty tunelu i podkładów kolejowych.